# تايغر
تايغر (بالإسبانية: Tiger Kid)‏ هو مصارع رياضي مكسيكي، ولد في 12 فبراير 1987 في مدينة مكسيكو في المكسيك.